# Fluzone
Fluzone es el nombre comercial de una vacuna contra la influenza, distribuida por la compañía Sanofi pasteur, de Estados Unidos. Es una vacuna que crea una disrupción química en el virus, siendo así, incapaz de causar el brote de influenza en sí.

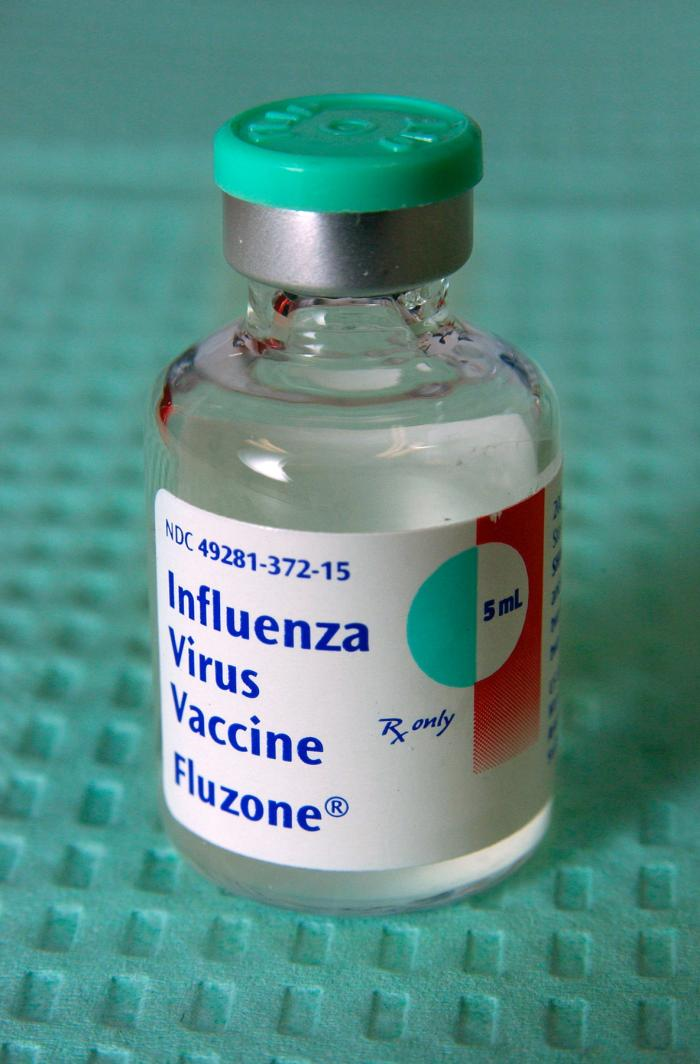
A 5cc vial of Fluzone.

## Efectos adversos
- Dolor local e inflamación en el punto de inyección.
- En niños pequeños y en personas sin exposición previa al virus de la influenza, se presentan episodios de fiebre y dolores musculares (mialgia).
- En personas que son sensibles a la proteína, surgen reacciones alérgicas tales como el asma y la anafilaxia.